# Belle Époque (Miniserie)
Belle Époque ist ein französisch-kanadischer Fernseh-Dreiteiler von 1995 nach einem Drehbuch von François Truffaut. Regie führte Gavin Millar. 

## Inhalt
Der Film schildert die schicksalhafte Verbindung des reichen Industriellen Lucien Lachenay zu dem jungen Anarchisten Alphonse. Parallel dazu wird die Liebe der unglücklich verheirateten Alice Avellano zu Lucien Lachenay erzählt. Der Film widmet sich dem Bankenkrach und anderen historischen Ereignissen und Persönlichkeiten.

## Produktion und Veröffentlichung
Truffaut, der zehn Jahre vor dieser Verfilmung starb, schrieb die Rollen für die Schauspieler Gérard Depardieu (Lucien) und Jean-Pierre Léaud (Alphonse). Als Hommage an den Autor vergab Gavin Millar die Rolle des Lucien an André Dussollier aus Ein schönes Mädchen wie ich. Gastauftritte gibt es für Sabine Haudepin (als Kind in Jules und Jim und Die süße Haut sowie in einer Nebenrolle in Die letzte Metro) und seine mehrfache Heldin Claude Jade aus den Doinel-Filmen. Sie spielt eine alleinstehende Mutter, die bei Hochwasser mit ihrem Töchterchen Zuflucht bei Lucien und Alice findet. Außerdem übernahm Jeanne Moreau den Part der Erzählerin.
Die Produktion erfolgte durch die Firmen Canal+, GMT Productions, Société Française de Production (SFP), TF1 und Venture Movies. Die Musik komponierte Laurent Petitgirard und für die Kameraführung war William Lubtchansky verantwortlich. 
Die Serie wurde ab dem 29. Dezember 1995 durch TF1 in Frankreich ausgestrahlt. 